# Hartford (Illinois)
Hartford – wieś w Stanach Zjednoczonych, w stanie Illinois, w hrabstwie Madison.